# Liste de motos des années 1920

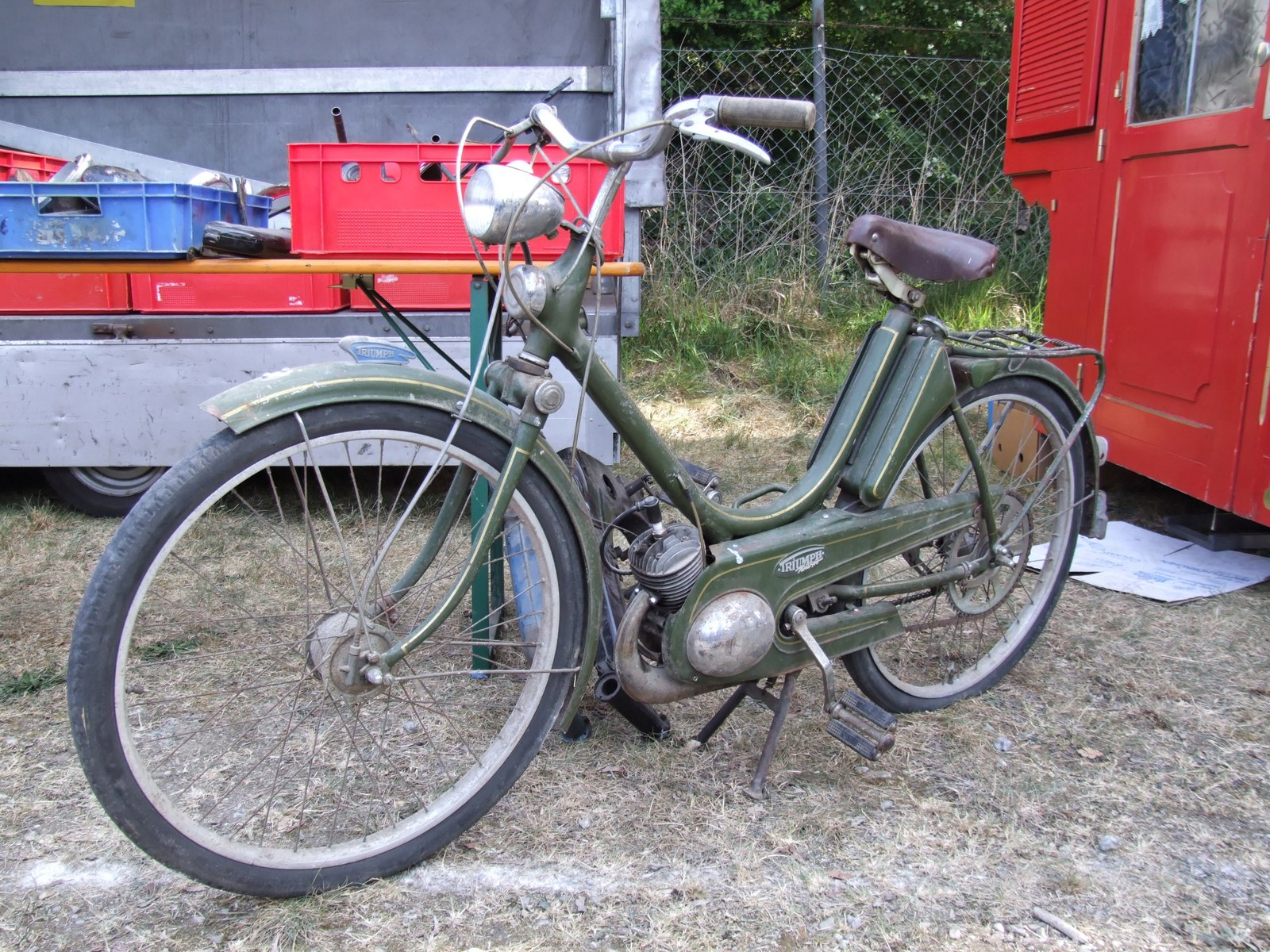
Triumph Werke Nürnberg Knirps, 1919 - 1923

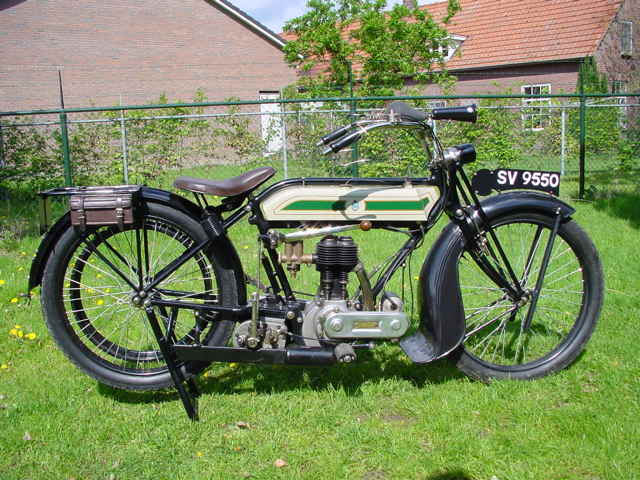
Triumph Modèle H

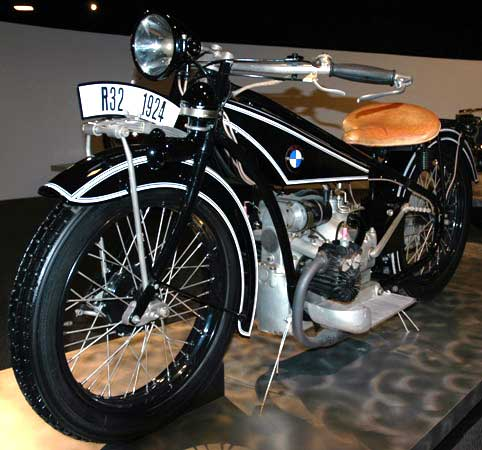
BMW R 32

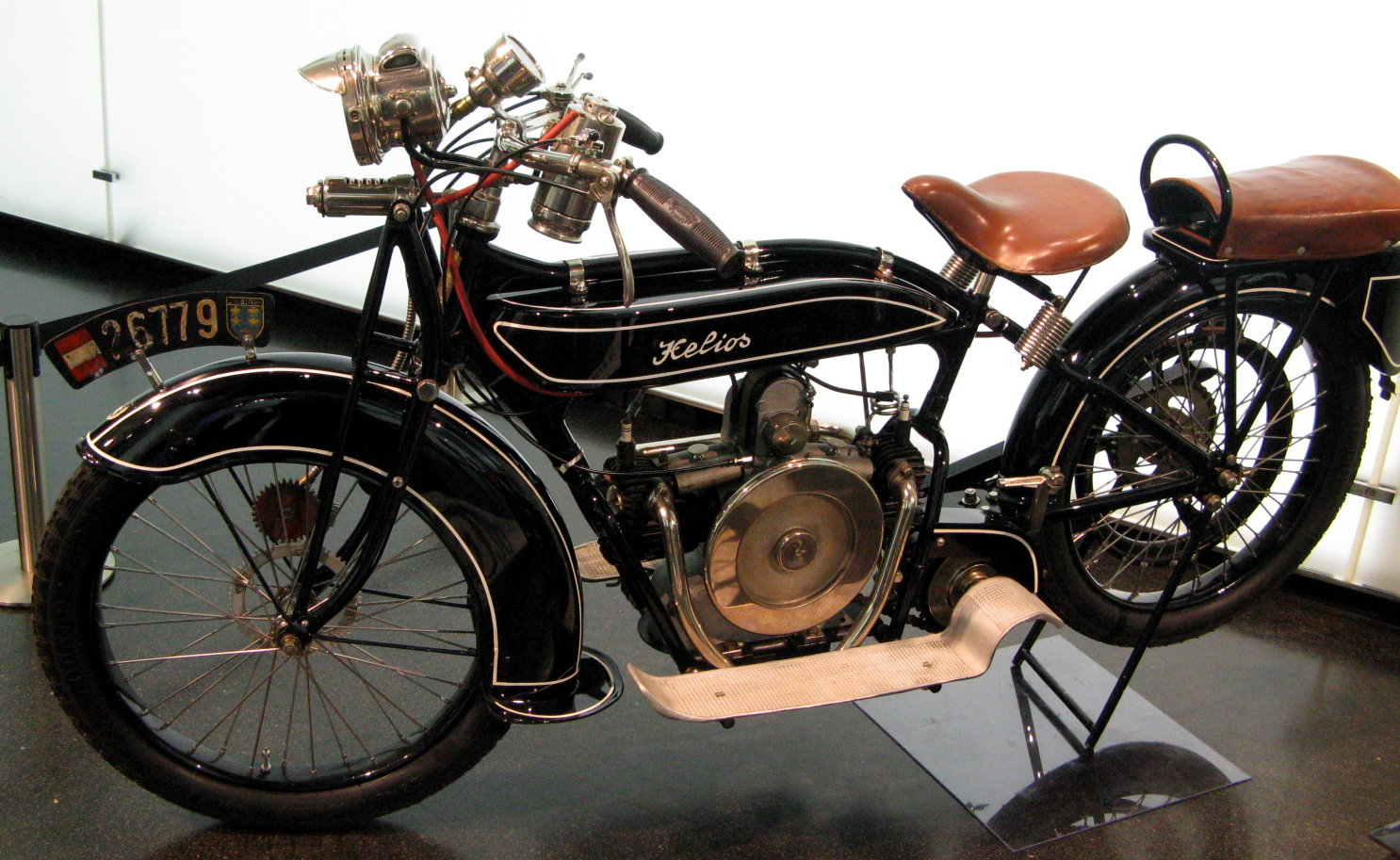
Bayerische Flugzeugwerke Helios

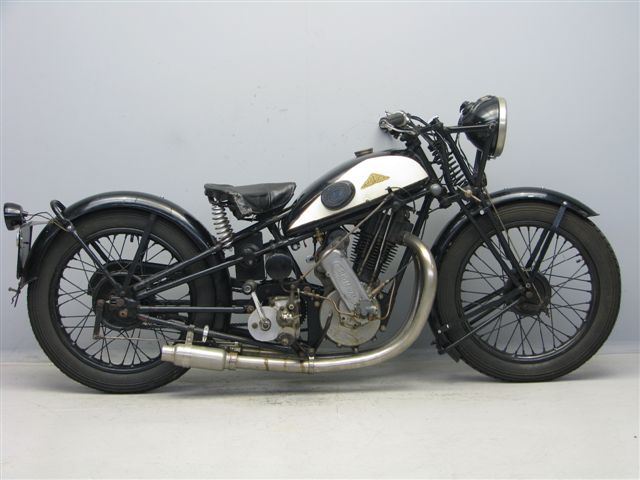
Cotton M25 Blackburne 500 cm3 OHV 1928

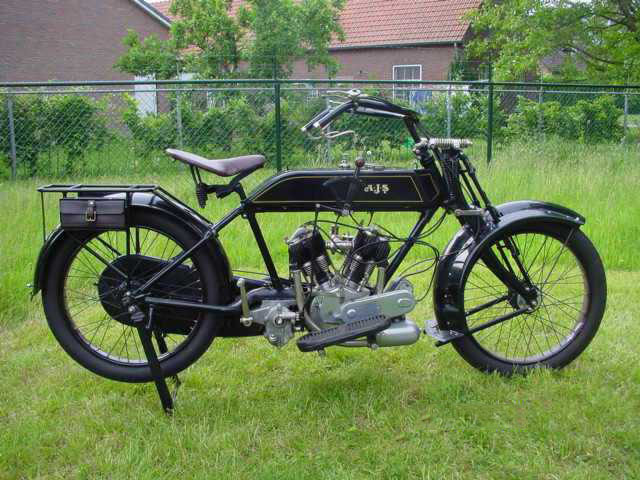
AJS Model D

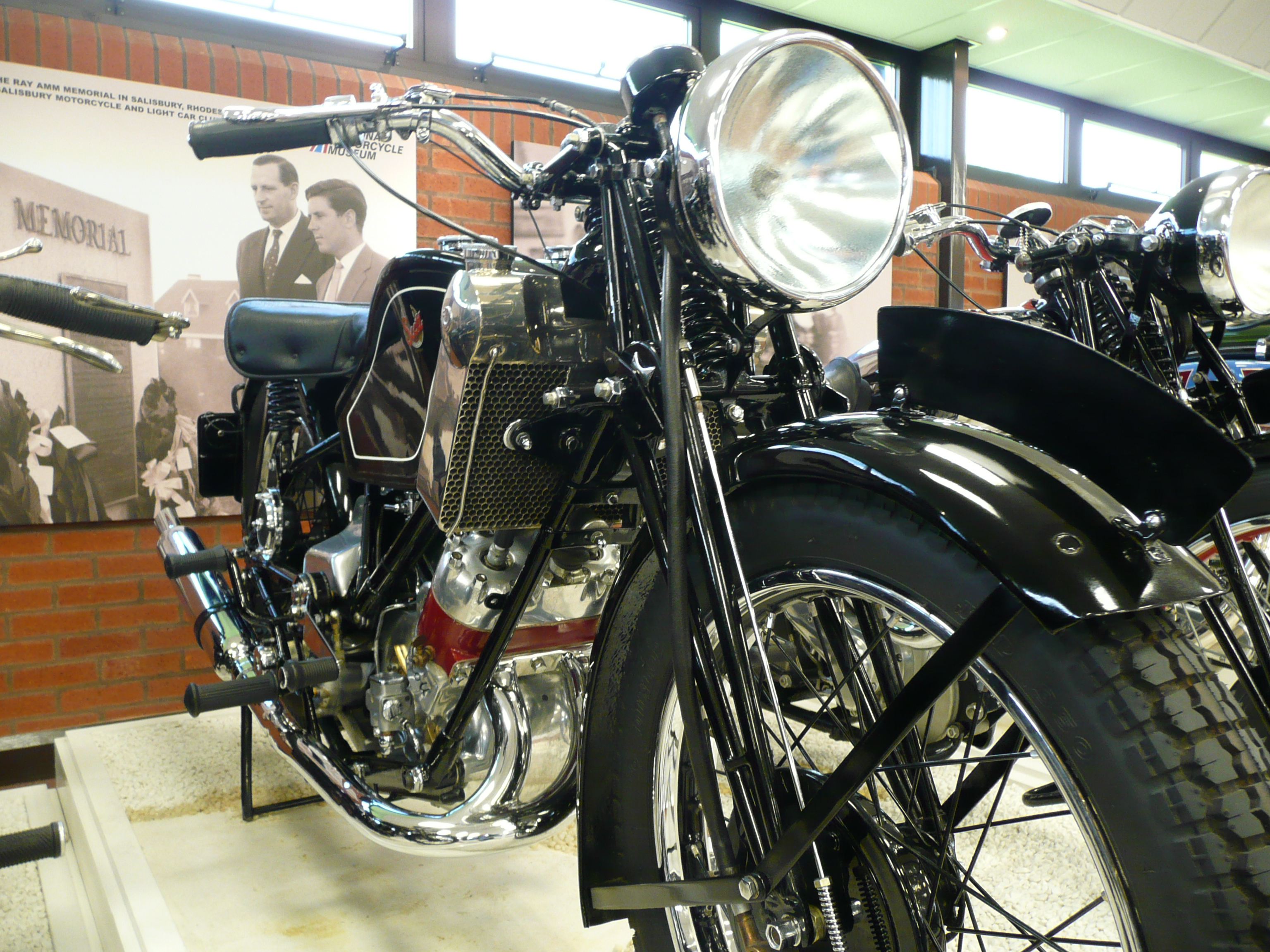
Scott Flying Squirrel

Ceci est une liste de motos des années 1920, y compris celles déjà mises en vente à l'époque, nouvelles sur le marché ou pertinentes au cours de cette période. 

## Motos
- ABC (anglaise ou française par Gnome & Rhône)
- Ace Four (avant 1924, voir Indian Four)[2]
- AJT
- AJS Model D (1912-1925)[3]
- AJS Model E (1925-1939)
- AJW Summit
- Ascot-Pullin 500
- Aussi Also
- Blackburne
- Bayerische Flugzeugwerke Helios
- Flink[4]
- BMW R 32[5]
- BMW R 37
- BMW R 39
- BMW R 42
- BMW 1929, détentrice de record avec Ernst Jakob Henne
- BMW R 47
- BMW R 52
- BMW R 62
- BMW R 63
- BMW R 11
- BMW R 16
- BMW WR 750
- Brennabor Typ A
- Brennabor Typ N
- Brennabor Typ Z
- Brough Superior SS100
- Brough Superior SS80
- BSA Modèle L
- BSA Sloper
- Böhmerland
- Modèle:Gnome Rhône D4
- Cleveland 4-cylindres[6]
- Excelsior Super X
- FN Four (1905-1923)[7],[8]
- Gnome & Rhône 250 type E
- Gnome & Rhône type B
- Gnome & Rhône type C
- Gnome & Rhône type D
- Gnome & Rhône type D2 1927 et 1928
- Gnome & Rhône type D3 et D4 à partir de 1928
- Hanfland motorcycles (HFD)[9]
- Harley-Davidson Model A[10]
- Harley-Davidson Model AA
- Harley-Davidson Model B
- Harley-Davidson Model BA
- Harley-Davidson Model W
- Harley-Davidson Model 20-J[11]
- Harley-Davidson Model JD
- Henderson Model K (1920)
- Henderson Model DeLuxe (1922-1928)
- Henderson Model KJ Streamline (1929)
- HRD Motorcycles (qui deviendra Vincent dans les années 1930)
- Indian Ace
- Indian Chief
- Indian Four
- Indian Powerplus
- Indian Prince
- Indian Scout
- Georges Roy's New Motorcycle
- Georges Roy's The Majestic
- Matchless Modèle X
- Megola
- Norton Big 4 (alias Modèle 1)
- Norton CS1
- Norton ES2
- Norton 16H
- Ner-A-Car
- Scott Flying Squirrel (1926-1939)[12]
- Stella (1922-1930), 1 rue d'Issy, Billancourt, Seine. Constructeur Albert Boulangier. 175 cm3, 250 cm3 2 temps, 350 cm3, 500 cm3 4 temps.

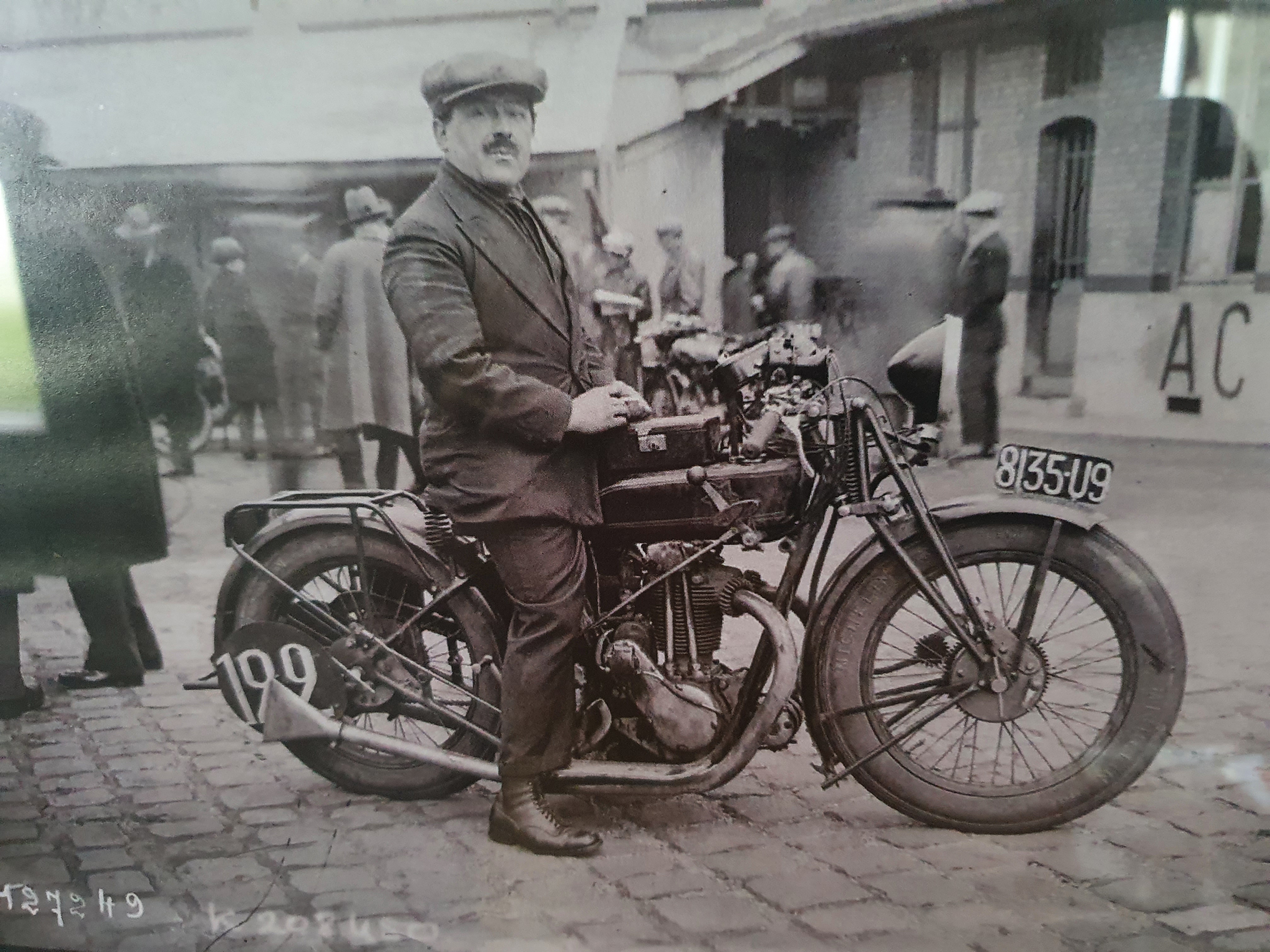
Stella, Albert Boulangier.

- Triumph Werke Nürnberg Knirps (1919–1923)
- Triumph Model H (1915-1923)[13]
- Triumph Model R
- Triumph Model SD[14]
- Triumph Model P[15]
- Triumph Model Q[16]
- Triumph Model N
- Victoria
- Victoria KR 1[17]
- Velocette KSS

## Trike
- Scott Sociable